# Fingerknacken

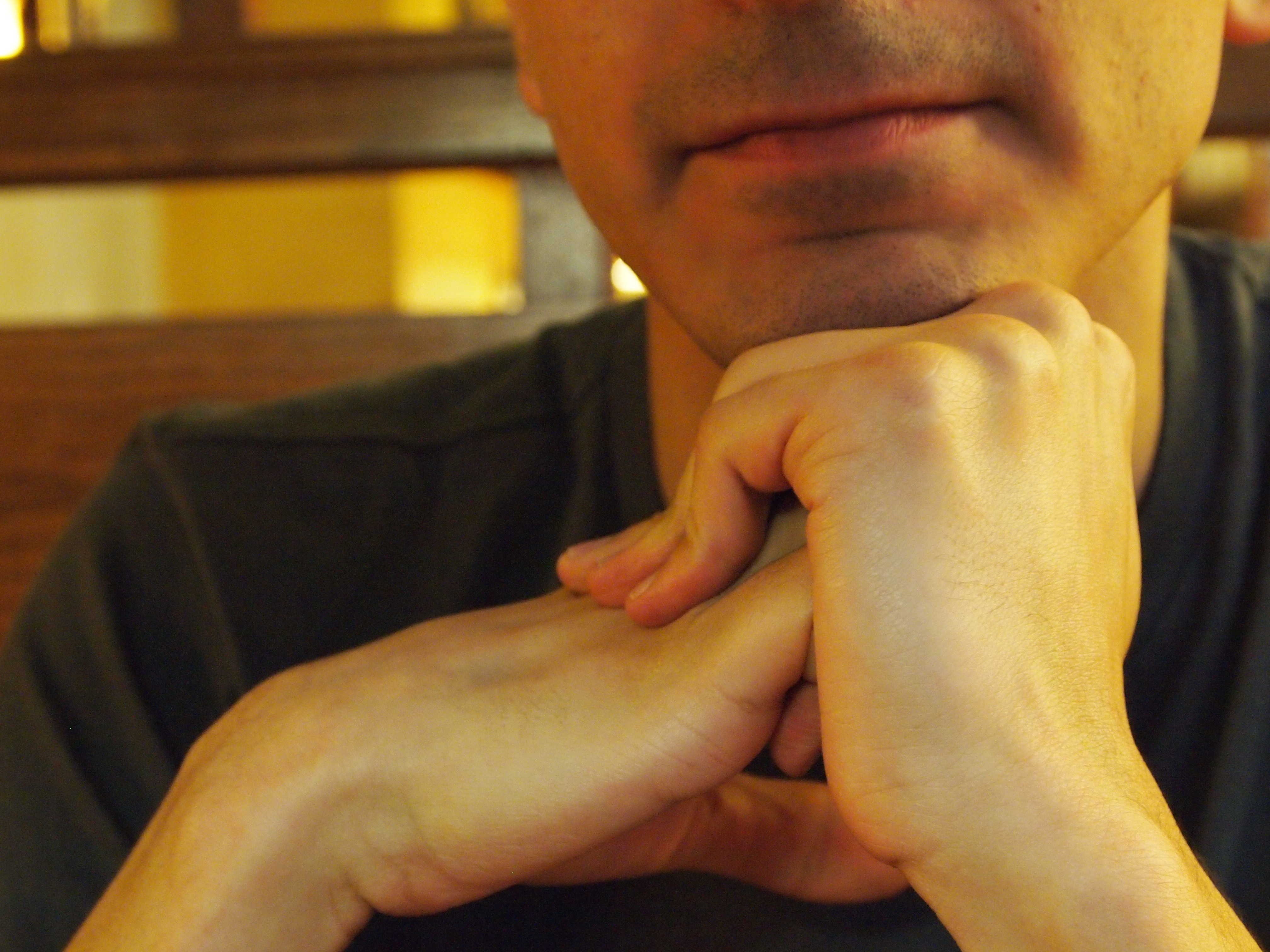
Person beim Durchdrücken der Fingergelenke

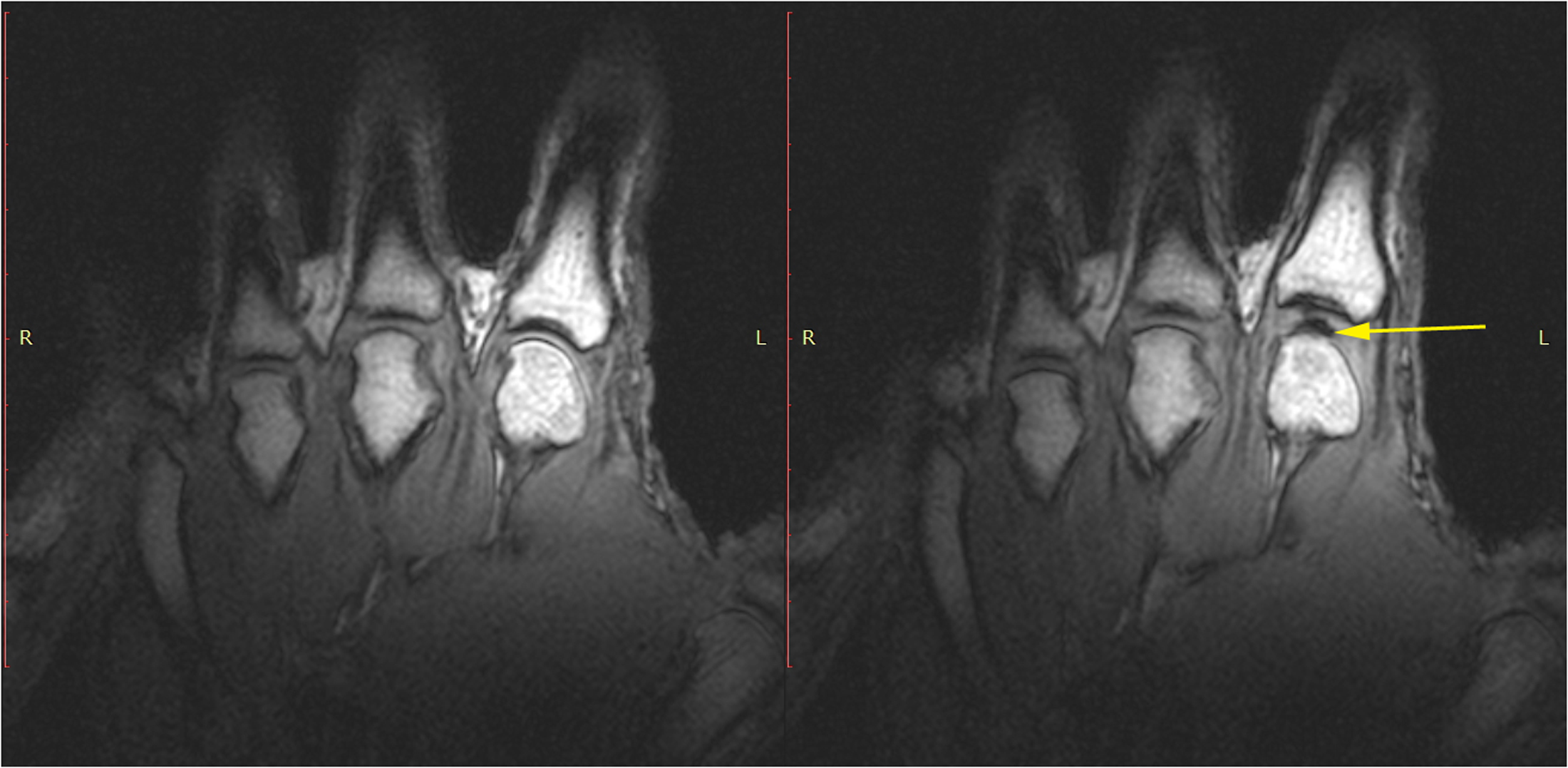
Bilder aus dem MRT eines knackenden Fingers.

Fingerknacken beschreibt das Überdehnen der Fingergelenke durch Ziehen an den Fingern oder durch Durchdrücken der Fingergelenke in Begleitung von knackenden Geräuschen.

## Ursachen
Einer Theorie und Untersuchung der Forscher J. B. Roston und R. Wheeler Haines aus dem Jahre 1947 nach werden im Gelenk die glatten Knorpelflächen durch einen dünnen Film aus sogenannter Gelenkschmiere (Synovialflüssigkeit) voneinander getrennt. Wenn man das Gelenk überdehnt, wird in der Gelenkkapsel ein Unterdruck erzeugt. Dabei werden schlagartig in der Flüssigkeit gelöste Gase frei (Kavitation). Zu diesem Zeitpunkt knackt es. Der Hohlraum, welcher durch den Unterdruck entsteht, bleibt jedoch noch einige Zeit. Nach einigen Minuten, wenn das Gas wieder gelöst ist, kann der Vorgang wiederholt werden.
Diese Theorie wurde in einem 2015 veröffentlichten wissenschaftlichen Artikel unter anderem von Gregory N. Kawchuk bestätigt. Zugleich wurde eine Theorie aus dem Jahre 1971, welcher zufolge das Knacken durch das Zerplatzen der Blasen entsteht, widerlegt.

## Folgen
Die meisten Fachleute sind der Ansicht, dass das „Fingerknacken“ mancher Menschen auch über viele Jahrzehnte eine harmlose Angewohnheit sei. Auch die verbreitete Ansicht, dass dies zu Arthrose führt, konnte bisher nicht belegt werden. 2009 wurde der US-Amerikaner Donald L. Unger für einen 60-jährigen Selbstversuch zum Fingerknacken mit dem Ig-Nobelpreis ausgezeichnet.